# Hexatoma flavidibasis
Hexatoma flavidibasis är en tvåvingeart som först beskrevs av Alexander 1929.  Hexatoma flavidibasis ingår i släktet Hexatoma och familjen småharkrankar. Inga underarter finns listade i Catalogue of Life.